# 将軍山駅
将軍山駅（しょうぐんざんえき）は、北海道上川郡当麻町北星2区にあった北海道旅客鉄道（JR北海道）石北本線の駅（廃駅）である。駅番号はA36。
2020年3月14日改正時点では、普通列車のうち、下り4本、上り6本（うち1本は休日運休）が停車していた。

## 歴史

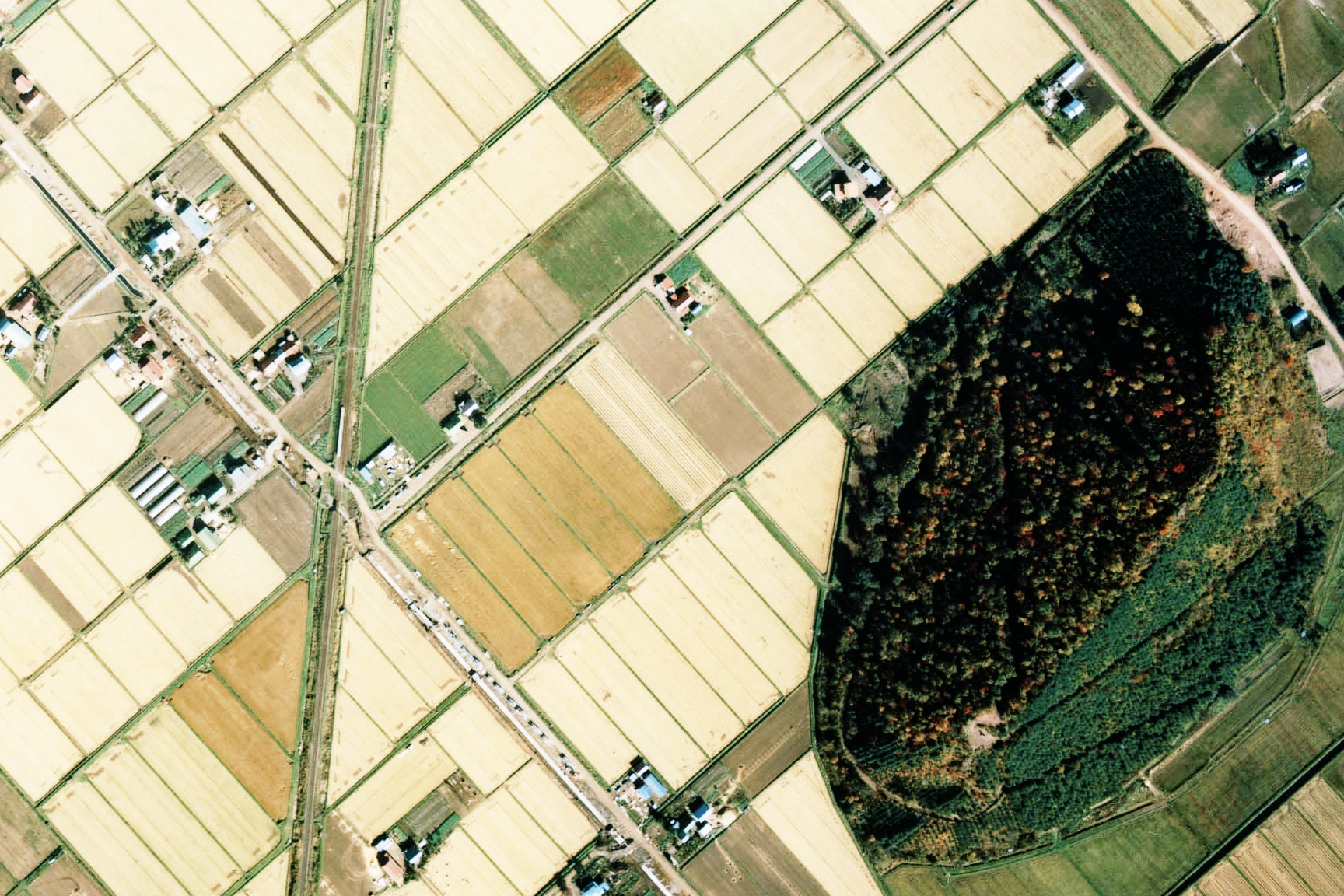
1977年の将軍山仮乗降場と周囲約500m×750m範囲。上が上川方面。右に比高70m程の高さの将軍山（標高約239m）がある。

- 1960年（昭和35年）5月2日：日本国有鉄道石北線の将軍山仮乗降場（局設定）として設置[1]。旅客のみ取扱い。
- 1961年（昭和36年）4月1日：所属路線が石北本線に改称。
- 1987年（昭和62年）4月1日：国鉄分割民営化によりJR北海道に継承[3]。 同時に駅に昇格[1][3]。
- 1990年（平成2年）3月10日：営業キロ設定。
- 2021年（令和3年）3月13日：利用者減少とダイヤ改正に伴い、廃止[JR北 1][JR北 2][新聞 1]。

### 駅名の由来
駅近くの山名から。1888年（明治21年）（一説には1890年〔明治23年〕とも）に屯田兵の入植にあたって永山武四郎陸軍少将・屯田兵本部長が当地のアイヌの案内で登り、入植地を決めたという逸話による山名である。

## 駅構造
1面1線の単式ホームをもつ地上駅。ホーム上は滑り止め工事がなされていた。
旭川駅管理の無人駅だった。ホームから離れた位置に待合室があった。自動券売機の設置はなかった。待合室入口の反対側に簡易和式トイレが設置されていた。

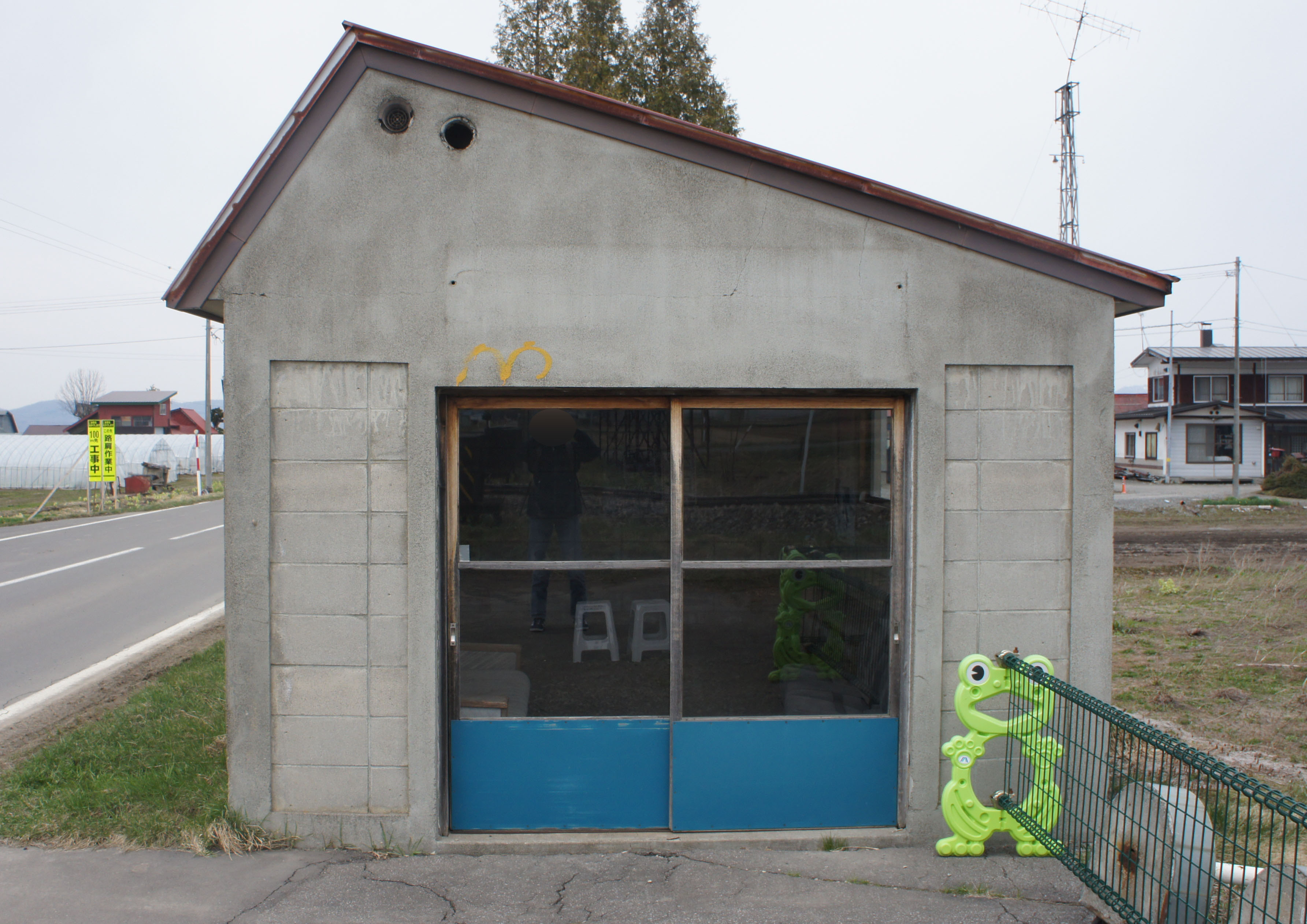
待合室（2018年4月）
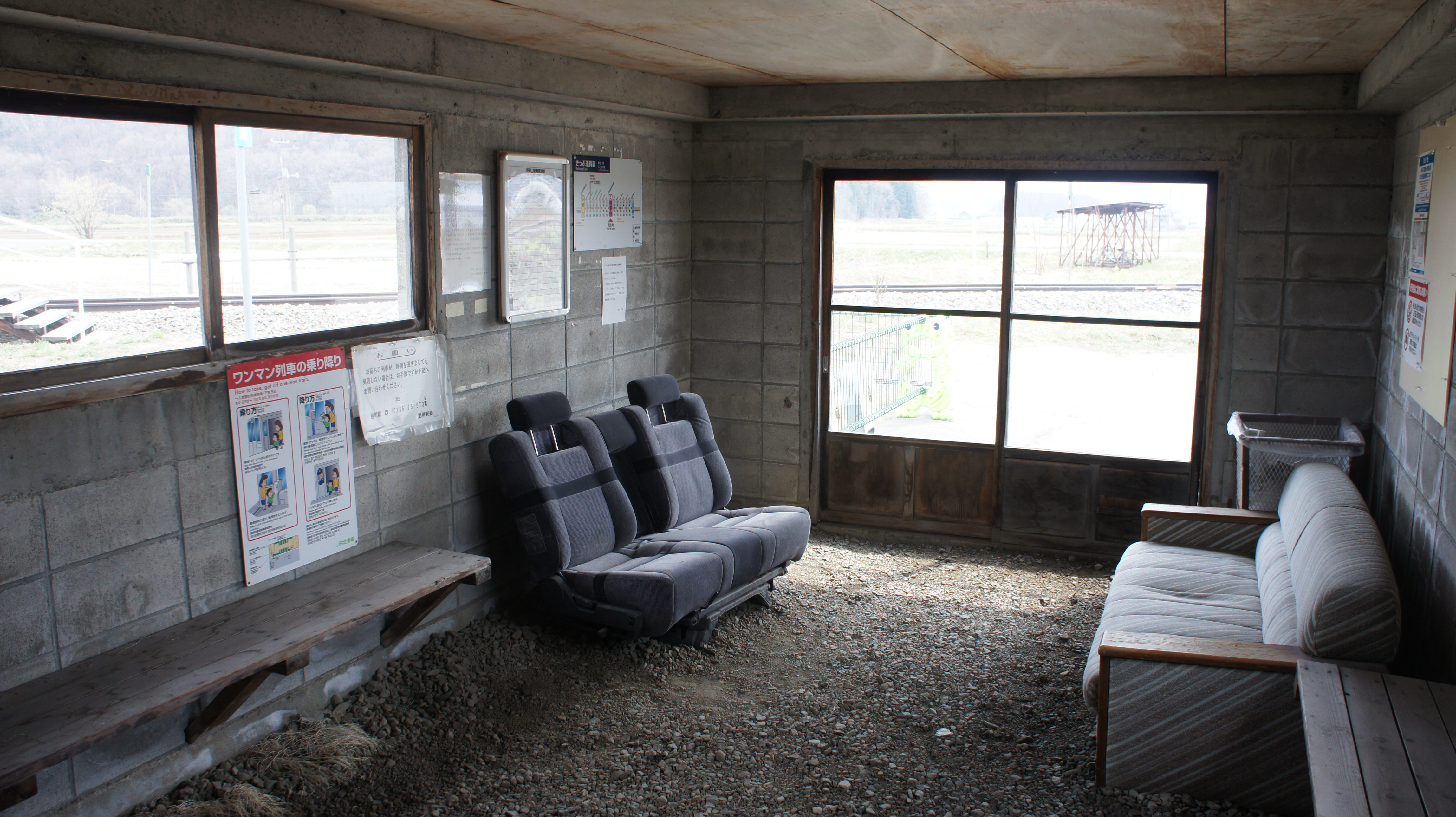
待合室内（2018年4月）
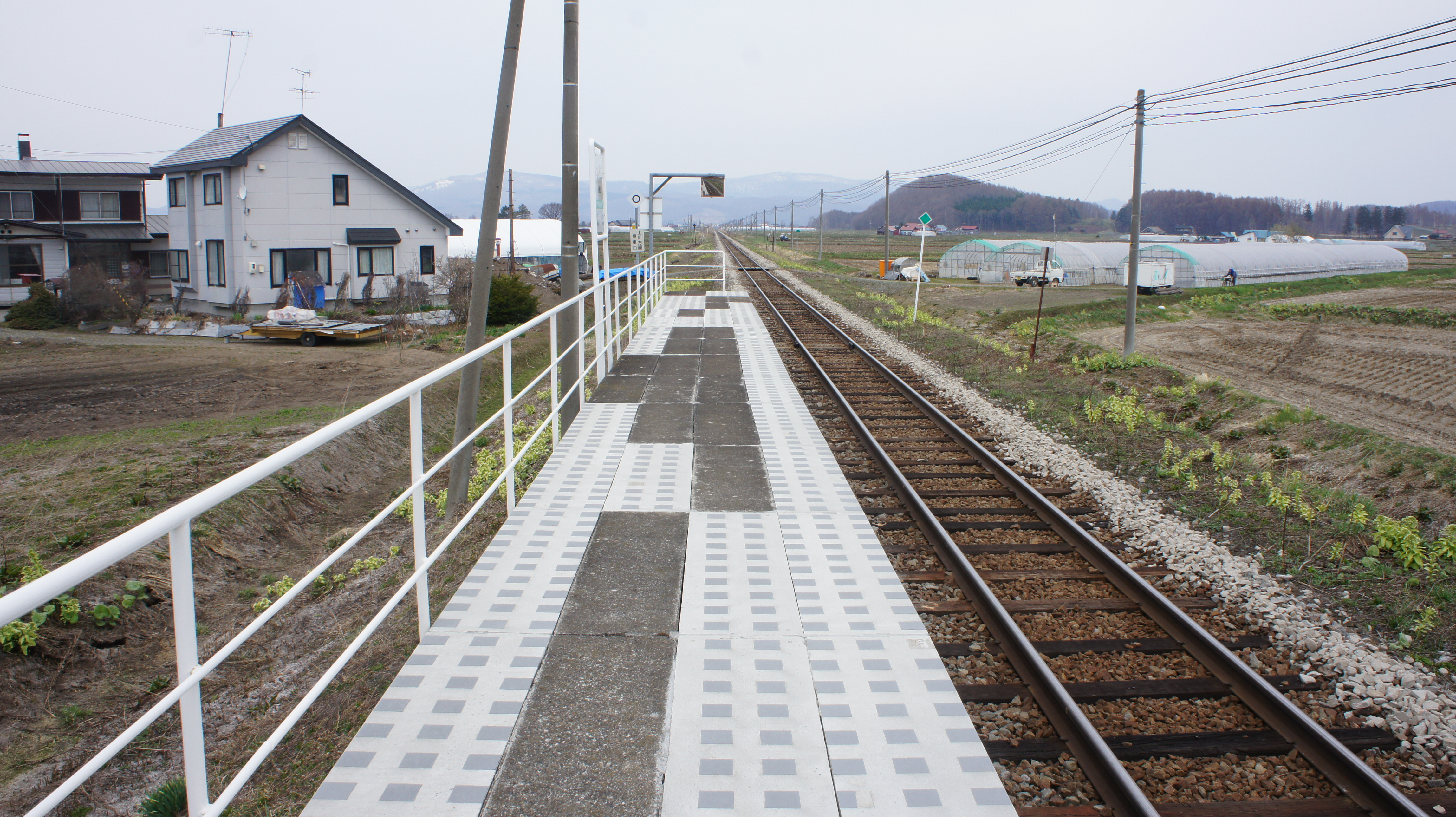
ホーム（2018年4月）
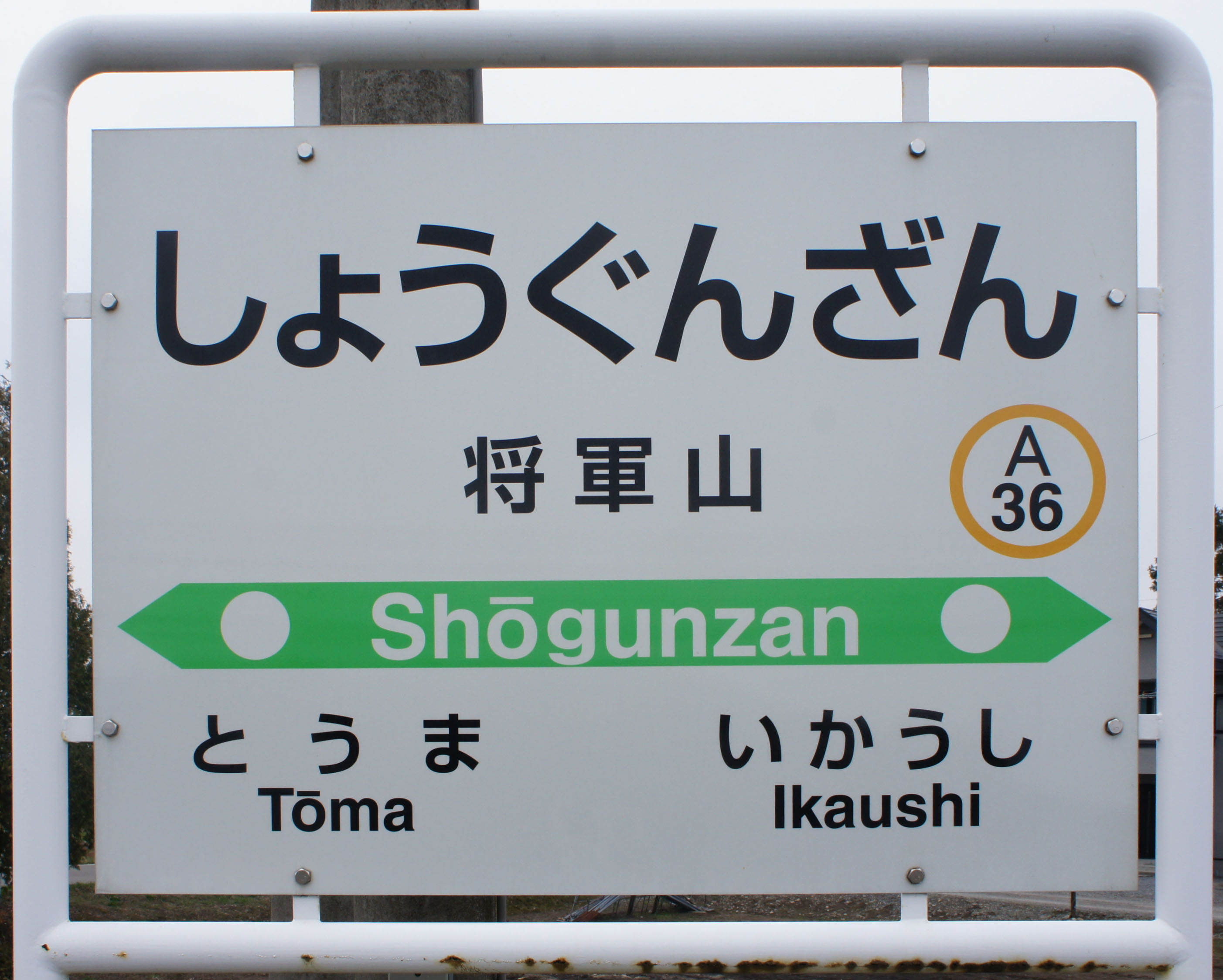
駅名標（2018年4月）

## 利用状況
廃止直前の乗車人員の推移は以下のとおり。年間の値のみ判明している年については、当該年度の日数で除した値を括弧書きで1日平均欄に示す。乗降人員のみが判明している場合は、1/2した値を括弧書きで記した。
また、「JR調査」については、当該の年度を最終年とする過去5年間の各調査日における平均である。
| 年度               | 乗車人員 | 乗車人員 | 乗車人員 | 出典       | 備考 |
| 年度               | 年間     | 1日平均  | JR調査   | 出典       | 備考 |
| ------------------ | -------- | -------- | -------- | ---------- | ---- |
| 2016年（平成28年） |          |          | 2.6      | [ JR北 3 ] |      |
| 2017年（平成29年） |          |          | 2.2      | [ JR北 4 ] |      |
| 2018年（平成30年） |          |          | 2.4      | [ JR北 5 ] |      |
| 2019年（令和元年） |          |          | 2.4      | [ JR北 6 ] |      |
| 2020年（令和02年） |          |          | 2.2      | [ JR北 7 ] |      |

## 駅周辺
農村風景の中にぽつんとある駅。田畑と数軒の農家があるのみ。
- 国道39号
- 道北バス「当麻25丁目」停留所
- 将軍山（標高238.9 m ）

## 隣の駅
北海道旅客鉄道（JR北海道）
■石北本線（廃止時点）
当麻駅 (A35) - 将軍山駅 (A36) - 伊香牛駅 (A37)

#### JR北海道
1. 1 2  『来春のダイヤ見直しについて』（PDF）（プレスリリース）北海道旅客鉄道、2020年12月9日。オリジナルの2020年12月9日時点におけるアーカイブ。2020年12月9日閲覧。
2. 1 2  『2021年3月ダイヤ改正について』（PDF）（プレスリリース）北海道旅客鉄道、2020年12月18日。オリジナルの2020年12月18日時点におけるアーカイブ。2020年12月18日閲覧。
3. ↑  「石北線（新旭川・網走間）」（PDF）『線区データ（当社単独では維持することが困難な線区）』、北海道旅客鉄道、2017年12月8日。オリジナルの2017年12月9日時点におけるアーカイブ。2017年12月10日閲覧。
4. ↑  「石北線（新旭川・網走間）」（PDF）『線区データ（当社単独では維持することが困難な線区）(地域交通を持続的に維持するために)』、北海道旅客鉄道株式会社、3頁、2018年7月2日。オリジナルの2018年8月19日時点におけるアーカイブ。2018年8月19日閲覧。
5. ↑  “石北線（新旭川・網走間）” (PDF). 線区データ（当社単独では維持することが困難な線区）(地域交通を持続的に維持するために).   北海道旅客鉄道. p. 3 (2019年10月18日). 2019年10月18日時点のオリジナルよりアーカイブ。2019年10月18日閲覧。
6. ↑  “石北線（新旭川・網走間）” (PDF). 地域交通を持続的に維持するために > 輸送密度200人以上2,000人未満の線区（「黄色」8線区）.   北海道旅客鉄道. p. 3・4 (2020年10月30日). 2020年11月2日時点のオリジナルよりアーカイブ。2020年11月2日閲覧。
7. ↑  “駅別乗車人員  特定日調査（平日）に基づく”.   北海道旅客鉄道. 2022年8月3日時点のオリジナルよりアーカイブ。2022年8月14日閲覧。

#### 新聞記事
1. 1 2  “18無人駅に「ありがとう」 JRダイヤ改正で廃止 住民やファン 各地で別れ”. 北海道新聞. (2021年3月13日).  オリジナルの2021年3月13日時点におけるアーカイブ。 2021年3月13日閲覧。